# Shrikant G. Talageri
Shrikant G. Talageri (* 1958) ist ein indischer Autor. Er studierte und lebt in Mumbai. Er ist bekannt für seine kontroversen Bücher über die Rig Veda und indische Geschichte.

## Werke
- Aryan Invasion Theory and Indian Nationalism. 1993.
- The Rigveda: A Historical Analysis. 2000. ISBN 81-7742-010-0
- The Rigveda and The Avesta The Final Evidence 2008

Reply:
- Michael Witzel - An examination of his review of my book. 2001.